# Stars à domicile
Stars à domicile est une émission de télévision française diffusée sur TF1 entre le 3 février 2001 et le 17 avril 2004 puis, après dix-huit ans d'absence entre le 18 février 2022 et le 25 février 2022 et présentée par Flavie Flament. 
L'émission était diffusée à un rythme régulier en première partie de soirée généralement le vendredi ou le samedi soir, parfois en direct. Elle fut également diffusée en Belgique sur AB3.

## Principe
L'émission a pour but de mettre en scène et de filmer la rencontre d'un personnage public (des chanteurs pour la plupart) avec l'un de ses admirateurs, à la surprise de ce dernier, généralement dans un endroit qui lui est familier tel que son domicile, avec la complicité de ses proches.
Pour chaque rencontre, environ cinq par soirée, l'émission alterne un portait de l'admirateur dressé par des témoignages de ses proches, avec des reportages sur les préparatifs de la rencontre, puis la rencontre elle-même. Enfin, la célébrité, son admirateur, et ses proches complices de l'émission, se retrouvaient en plateau ; il s'agissait de la scène de L'Olympia, ou dans un décor imitant celui-ci, installé au studio 102 de la Maison de la Radio avec (et dans les deux cas) l'animatrice Flavie Flament pour évoquer la rencontre.

## Liste des émissions
| Date                        | Célébrités                           | Admirateurs               |
| --------------------------- | ------------------------------------ | ------------------------- |
| 3 février 2001              | Patrick Fiori                        | Flora                     |
| 3 février 2001              | Garou                                | Géraldine                 |
| 3 février 2001              | Hélène Ségara                        | Solène                    |
| 3 février 2001              | Patrick Bruel                        | Cécile                    |
| 3 février 2001              | Troupe des Dix commandements         | Franck et Michael         |
| 1er juin 2001               | Liane Foly                           | Antoinette                |
| 1er juin 2001               | Troupe de Roméo et Juliette          | Angélique et Martial      |
| 1er juin 2001               | Alizée                               | Julia                     |
| 1er juin 2001               | Faudel                               | Hortense                  |
| 1er juin 2001               | Pascal Obispo                        | Audrey et Stéphane        |
| 9 octobre 2001              | Lââm                                 | Alexia                    |
| 9 octobre 2001              | Dany Brillant                        | Élisabeth                 |
| 9 octobre 2001              | MC Solaar                            | Élodie                    |
| 9 octobre 2001              | Pascal Obispo (rediffusion)          | Audrey et Stéphane        |
| 9 octobre 2001              | Isabelle Boulay                      | Sarah                     |
| 11 janvier 2002             | Lara Fabian                          | Raphaël                   |
| 11 janvier 2002             | Roch Voisine                         | Christelle                |
| 11 janvier 2002             | Lorie                                | Tiphaine                  |
| 11 janvier 2002             | Enrico Macias                        | Jeannine                  |
| 11 janvier 2002             | Patricia Kaas                        | Jean-Christophe           |
| 20 avril 2002               | Jenifer                              | Laura                     |
| 20 avril 2002               | Yannick Noah                         | Manon                     |
| 20 avril 2002               | Frédéric François                    | Nicole                    |
| 20 avril 2002               | Marc Lavoine                         | Séverine                  |
| 20 avril 2002               | Jean-Pascal Lacoste                  | Aurélie                   |
| 15 juin 2002                | Jessica Márquez                      | Marjorie                  |
| 15 juin 2002                | Patrick Bruel (rediffusion)          | Cécile                    |
| 15 juin 2002                | David Charvet                        | Émilie                    |
| 15 juin 2002                | Hélène Ségara (rediffusion)          | Solène                    |
| 15 juin 2002                | Florent Pagny                        | Magali                    |
| 25 octobre 2002             | Céline Dion                          | Raphaël                   |
| 25 octobre 2002             | Natasha St-Pier                      | Audrey                    |
| 25 octobre 2002             | Billy Crawford                       | Jordan                    |
| 25 octobre 2002             | Laurent Voulzy                       | Agnès                     |
| 25 octobre 2002             | Ophélie Winter                       | Mickaël                   |
| 10 janvier 2003             | Serge Lama                           | Élisabeth                 |
| 10 janvier 2003             | L5                                   | Marine, Chloé et Noémie   |
| 10 janvier 2003             | Sheila                               | Colette                   |
| 10 janvier 2003             | Lorie                                | Johana                    |
| 10 janvier 2003             | Jenifer                              | Lucie et sa sœur Caroline |
| 28 février 2003             | Houcine                              | Justine                   |
| 28 février 2003             | Hélène Ségara                        | Christophe                |
| 28 février 2003             | Nolwenn Leroy                        | Clémentine                |
| 28 février 2003             | Salvatore Adamo                      | Hervé                     |
| 28 février 2003             | Patrick Fiori                        | Céline                    |
| 2 août 2003                 | Marc Lavoine                         | Annick                    |
| 2 août 2003                 | Nolwenn Leroy (rediffusion)          | Clémentine                |
| 2 août 2003                 | Michèle Torr                         | Évelyne                   |
| 2 août 2003                 | Priscilla                            | Nicolas                   |
| 2 août 2003                 | Patricia Kaas (rediffusion)          | Jean-Christophe           |
| 23 août 2003                | Alizée                               | Jessica                   |
| 23 août 2003                | Ricky Martin                         | Delphine                  |
| 23 août 2003                | Sacha Distel                         | Annie                     |
| 23 août 2003                | Lara Fabian (rediffusion)            | Raphaël                   |
| 23 août 2003                | Jérémy Chatelain                     | Séphora                   |
| 2 janvier 2004              | Garou                                | Mélanie                   |
| 2 janvier 2004              | Emma Daumas et Jessica Márquez       | Laurène et Pauline        |
| 2 janvier 2004              | Pierre Perret                        | Joël                      |
| 2 janvier 2004              | Yannick Noah                         | Julie et Laura            |
| 2 janvier 2004              | Kylie Minogue                        | Virginie                  |
| 17 avril 2004               | Élodie Frégé                         | Gwendoline                |
| 17 avril 2004               | Sofia Essaïdi                        | Virginie                  |
| 17 avril 2004               | Julio Iglesias                       | Ginette                   |
| 17 avril 2004               | Lorie                                | Éloïse                    |
| 17 avril 2004               | Christophe Maé                       | Sélénia et Jeanne         |
| 17 avril 2004               | Jamel Debbouze                       | Anaëlle                   |
| 18 février 2022             |                                      |                           |
| Soprano                     | Tony                                 |                           |
| Clara Luciani               | Sarah                                |                           |
| Gims                        | Pauline                              |                           |
| Julien Doré                 | Hélène                               |                           |
| Lorie (rediffusion)         | Johanna                              |                           |
| 25 février 2022             |                                      |                           |
| Kendji Girac                | Clarisse                             |                           |
| Hélène Ségara (rediffusion) | Solène                               |                           |
| Angèle                      | Éden                                 |                           |
| Lara Fabian (rediffusion)   | Raphaël                              |                           |
| Marc Lavoine                | Harmonie                             |                           |
| Amel Bent                   | Alison, Ana, Mélissa, Doriane et Léa |                           |
| Sheila (rediffusion)        | Colette                              |                           |

## Audimat
| Épisode | Diffusion                | Téléspectateurs | Parts de marché | Classement des audiences de la soirée | Référence |
| ------- | ------------------------ | --------------- | --------------- | ------------------------------------- | --------- |
| 1       | Samedi 3 février 2001    | 7 506 120       | 35 %            | 1er                                   | [ 1 ]     |
| 2       | Vendredi 1er juin 2001   | 7 241 820       | 38,3 %          | 1er                                   | [ 1 ]     |
| 3       | Mardi 9 octobre 2001     | 5 180 280       | 26 %            | 2e                                    | [ 1 ]     |
| 4       | Vendredi 11 janvier 2002 | 7 738 000       | 37,2 %          | 1er                                   | [ 1 ]     |
| 5       | Samedi 20 avril 2002     | 6 890 000       | 35,4 %          | 1er                                   | [ 1 ]     |
| 6       | Samedi 15 juin 2002      | 5 459 000       | 35 %            | 1er                                   | [ 1 ]     |
| 7       | Vendredi 25 octobre 2002 | 5 883 000       | 28,6 %          | 2e                                    | [ 1 ]     |
| 8       | Vendredi 10 janvier 2003 | 7 091 560       | 32,5 %          | 1er                                   | [ 1 ]     |
| 9       | Vendredi 28 février 2003 | 6 878 280       | 32,8 %          | 1er                                   | [ 1 ]     |
| 10      | Samedi 2 août 2003       | 3 625 760       | 26,1 %          | 2e                                    | [ 1 ]     |
| 11      | Samedi 23 août 2003      | 3 999 000       | 26,8 %          | 1er                                   | [ 1 ]     |
| 12      | Vendredi 2 janvier 2004  | 6 254 720       | 26,8 %          | 2e                                    | [ 1 ]     |
| 13      | Samedi 17 avril 2004     | 4 583 200       | 22 %            | 2e                                    | [ 1 ]     |
| 14      | Vendredi 18 février 2022 | 3 170 000       | 16 %            | 2e                                    | [ 2 ]     |
| 15      | Vendredi 25 février 2022 | 2 905 000       | 13,8 %          | 2e                                    | [ 3 ]     |

Sur fond vert : plus hauts chiffres d'audiences
Sur fond rouge : plus bas chiffres d'audiences

## Commentaires
Stars à domicile a inspiré Emmanuelle Bercot en 2004 pour le point de départ de son film Backstage, dans lequel une émission fait se rencontrer le personnage de Lucie (Isild Le Besco) avec son idole la chanteuse Lauren Waks (Emmanuelle Seigner).

## Les  possibles  retours de l'émission
À la fin de l'année 2009, certains médias annoncent que TF1 travaille sur le retour de Stars à domicile pour l'année 2010,. Jean-Luc Delarue, le producteur de l'émission, annonce en mars 2010 à Nice-Matin que le programme sera de retour sur TF1 avant l'été 2010. Mais en avril 2010, la chaîne annonce renoncer au retour de l'émission notamment pour cause d'indisponibilité des artistes. 
En juillet 2015, Fabrice Bailly, le directeur des programmes de TF1, annonce sur Europe 1 que le retour de l'émission est à l'étude pour une diffusion en première partie de soirée fin 2015 ou en 2016. Alessandra Sublet ou Vincent Cerutti sont alors évoqués parmi les nouveaux présentateurs possibles. Trois émissions sont alors annoncées. Mais finalement, le retour de l'émission est de nouveau avorté.
En décembre 2021, selon Le Parisien, l'émission serait de retour au premier semestre 2022 sur TF1 et avec Flavie Flament à la narration.
L'émission reviendra à l'antenne le 18 février 2022, avec toujours Flavie Flament aux commandes.
Le mardi 1er juillet 2025  lors sa conférence de presse de rentrée TF1 annonce le retour de l'émission prochainement .
Ce retour sera animé par Isabelle Ithurburu